# Yellow Springs Township (comté de Des Moines, Iowa)
Yellow Springs Township est un township, du comté de Des Moines en Iowa, aux États-Unis,.

## Source de la traduction
- (en) Cet article est partiellement ou en totalité issu de l’article de Wikipédia en anglais intitulé « Yellow Springs Township, Des Moines County, Iowa » (voir la liste des auteurs).